# Фельдмаршал (Австралия)
Фельдмаршал (англ. Field Marshal) — высшее воинское звание в Сухопутных войсках Австралии. Соответствует званию «Маршал Королевских ВВС» в Королевских ВВС Австралии и званию «Адмирал флота» в Королевском ВМФ Австралии. Является «пятизвёздным» званием (по применяемой в НАТО кодировке — OF-10).

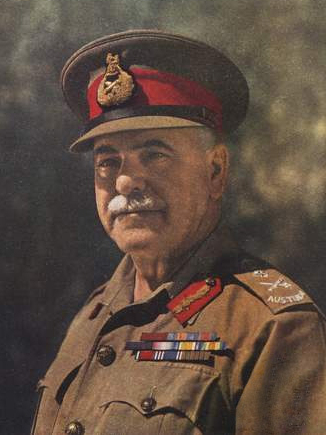
Томас Блэми - один из носителей данного звания (8 июня 1950)

Следует за званием «Генерал» и является высшим званием для военнослужащих Сухопутных войск. Является прямым аналогом британского звания «Фельдмаршал».

## Положение о звании
Только Генерал-губернатор Австралии как главнокомандующий Силами обороны Австралии и по соглашению и рекомендации Премьер-министра Австралии может присваивать офицерам звание фельдмаршала.
После смерти 9 апреля 2021 года Филиппа, герцога Эдинбургского, самым старшим званием в австралийской армии является «Генерал», которое присваивается начальнику Сил обороны (когда его занимает армейский офицер). Самым высокопоставленным назначением в номинальной армейской организации (за исключением начальника Сил обороны) является начальник армии в звании «Генерал-лейтенанта». Другими трёхзвёздочными должностями, потенциально доступными офицерам австралийской армии, являются «заместитель начальника Сил обороны» (VCDF) и «начальник совместных операций» (CJOPS).

## Знаки различия
Погон представляет собой Корону Святого Эдуарда, чуть ниже которой находятся два скрещённых маршальских жезла, которые в свою очередь обрамлены венком из дубовых листьев, а ниже дугой надпись «AUSTRALIA». Также, всем австралийским фельдмаршалам вручались маршальские жезлы (жезлы Бёдвуда и Блэми хранятся в Австралийском военном мемориале).

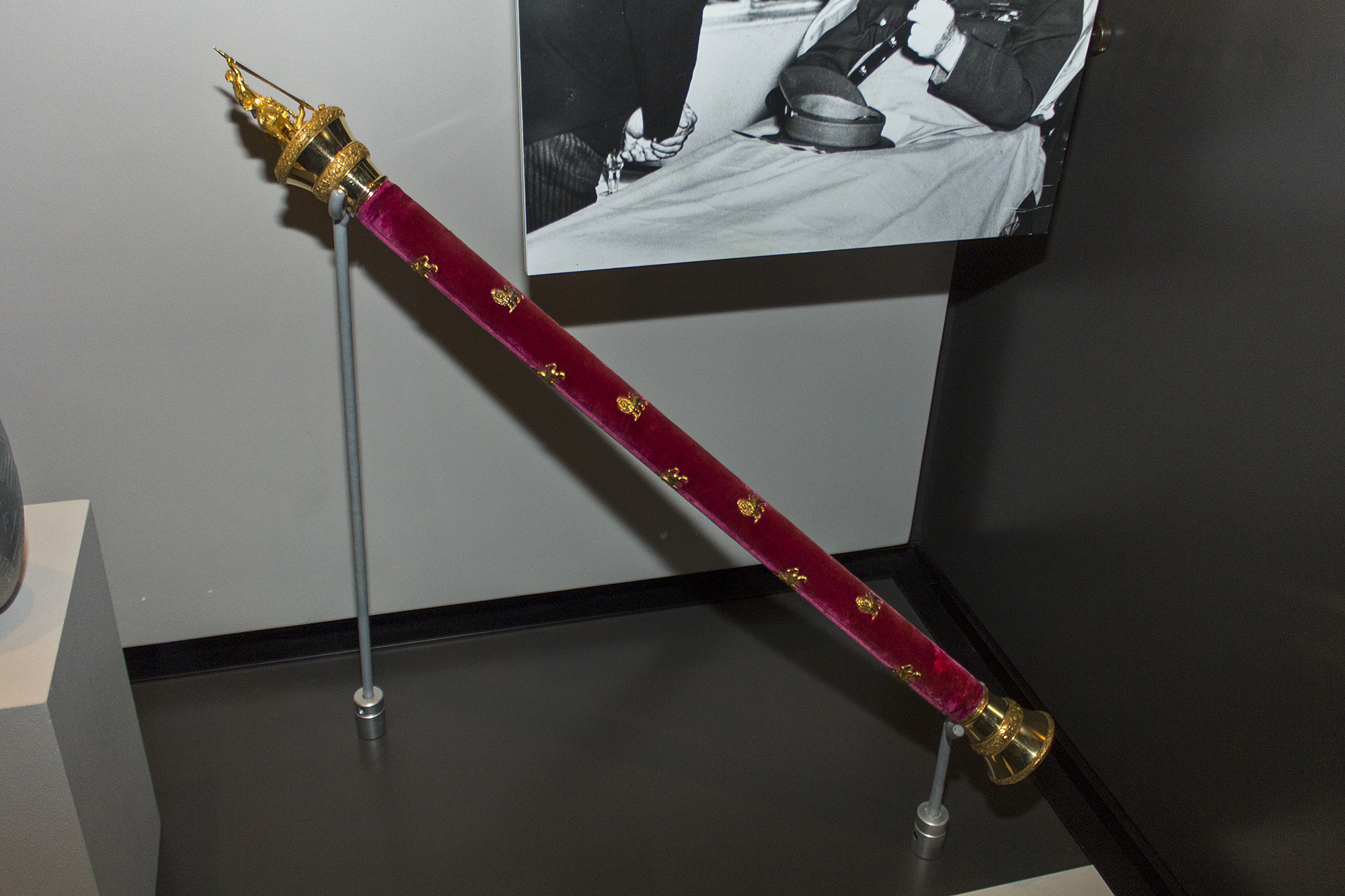
Маршальский жезл Томаса Блэми в Австралийском военном мемориале

## Носители звания
| № | Имя                         | Портрет | Годы жизни | Дата присвоения звания | Прим. |
| - | --------------------------- | ------- | ---------- | ---------------------- | ----- |
| 1 | Уильям Бёдвуд               |         | 1865—1951  | 20 марта 1925          | [ 7 ] |
| 2 | Георг VI                    |         | 1895—1952  | 2 июня 1938            | [ 8 ] |
| 3 | Томас Блэми                 |         | 1884—1951  | 8 июня 1950            | [ 3 ] |
| 4 | Филипп, герцог Эдинбургский |         | 1921—2021  | 1 апреля 1954          | [ 9 ] |